# Georg Merz
Georg Merz (Bichl, 26 gennaio 1793 – Monaco di Baviera, 12 gennaio 1867) è stato un ottico tedesco.
All’età di 15 anni Georg Merz iniziò a lavorare nella manifattura di vetri Utzschneider & Fraunhofer allestita nel monastero sconsacrato di Benediktbeuern. Nel 1826, alla morte di Joseph Fraunhofer, affiancò Joseph von Utschneider nella direzione dell’azienda. Quando morì anche von Utzschneider, nel 1840, Merz comprò la ditta con Joseph Mahler (1795-1845). Dopo la morte di quest’ultimo, Merz proseguì l’attività insieme ai figli Ludwig e Sigmund. Nel 1858 il nome della ditta fu cambiato in G. & S. Merz. Nel 1882 l’attività passò a Jacob e Matthias Merz, cugini di Sigmund. Due anni dopo la fabbrica di Benediktbeuern fu chiusa e l’azienda fu trasferita a Monaco, dove rimase proprietà della famiglia Merz fino al 1903.